# ليو غيرارد
ليو غيرارد (بالإنجليزية: Lew Gerrard)‏ هو لاعب كرة مضرب نيوزيلندي، ولد في 5 أبريل 1938 في أوكلاند في نيوزيلندا.

## وصلات خارجية
- ليو غيرارد على موقع رابطة محترفي التنس (الإنجليزية)
- ليو غيرارد على موقع الاتحاد الدولي لكرة المضرب (الإنجليزية)
- ليو غيرارد على موقع كأس ديفيز (الإنجليزية)
- ليو غيرارد على موقع أرشيف التنس.كوم (الإنجليزية)
- ليو غيرارد على موقع بطولة ويمبلدون (الإنجليزية)
- ليو غيرارد على موقع خلاصة التنس.كوم (الإنجليزية)